# دمية طفل (فلم)
دمية طفل (بالإنجليزية: Baby Doll) فيلم كوميديا سوداء ودراما أمريكي صدر سنة 1956، من إخراج إيليا كازان، وبطولة كل من: كارول بيكر، كارل مالدن وإيلاي والاك.

## روابط خارجية
- مقالات تستعمل روابط فنية بلا صلة مع ويكي بيانات